# Каліфорнійська сіра
Каліфорнійська сіра (англ. California Gray) — порода курей м'ясо-яєчного напрямку. Виведена у 1930-х роках у Каліфорнії, США.

## Особливості породи
Птах зі спокійним характером, інстинкт насиджування розвинений у стані середнього ступеню. Забарвлення оперення смугасте, як у плімутрока. У каліфорнійських сірих невелика голова, листоподібний, досить великий гребінь, очі червоно-коричневі, вушні мочки білі і біло-рожеві, лице рожеве, шия середньої довжини, тулуб довгий, спина широка, ноги міцні, середньої довжини, плесна білі і світло-жовті. Махові і стернові пера добре розвинені, косиця на хвості півня довга, у курей хвостові пір'їни розташовані віялом, а не пучком. Статеві ознаки яскраво виражені. У добовому віці півників від курочок, можна легко відрізнити за великою світлою плямою на голові. Як і у плімутрока, дорослі півні забарвлені світліше кур. Молодняк спритний і життєздатний, його збереження 95-98%. М'ясо ніжне і нежирне навіть у двох-трирічних курей.

## Продуктивність
Півні важать до 3 кг, кури 2 кг. Несучість до 200 яєць в рік, з вагою яйця 57-58 г.